# 12432 Usuda
12432 Usuda è un asteroide della fascia principale. Scoperto nel 1996, presenta un'orbita caratterizzata da un semiasse maggiore pari a 3,0481180 UA e da un'eccentricità di 0,0395408, inclinata di 9,35989° rispetto all'eclittica.
L'asteroide è dedicato all'Usuda Deep Space Center dell'Agenzia Spaziale Giapponese.